# Храбрино
Хра́брино (болг. Храбрино) — село в Пловдивській області Болгарії. Входить до складу общини Родопи.

## Населення
За даними перепису населення 2011 року у селі проживала 661 особа, з них 630 осіб (99,5%) — болгари.
Розподіл населення за віком у 2011 році:
Динаміка населення: